# Audio Secrecy
Audio Secrecy är ett album av det amerikanska rockbandet Stone Sour och släpptes den 7 september 2010 och är deras tredje album.

## Låtlista
1. "Audio Secrecy"   1:43
2. "Mission Statement"   3:50
3. "Digital (Did You Tell)"   4:00
4. "Say You'll Haunt Me"   4:24
5. "Dying"   3:01
6. "Let's Be Honest"   3:44
7. "Unfinished"   3:10
8. "Hesitate"   4:16
9. "Nylon 6/6"   3:40
10. "Miracles"   4:07
11. "Pieces"   4:30
12. "The Bitter End"   3:33
13. "Imperfect"   4:22
14. "Threadbare" 5:45